# NGC 5031
NGC 5031 је лентикуларна галаксија у сазвежђу Девица која се налази на NGC листи објеката дубоког неба.
Деклинација објекта је - 16° 7' 21" а ректасцензија 13h 14m 3,1s. Привидна величина (магнитуда) објекта NGC 5031 износи 13,5 а фотографска магнитуда 14,4. NGC 5031 је још познат и под ознакама MCG -3-34-24, PGC 46006.